# Мінна відбійка
Мінна відбійка — це відбійка корисних копалин зосередженими зарядами великої маси, розміщеними в підготовчо-нарізних виробках, що спеціально проходять для цієї мети або наявних. Виконується вона як у вільний простір, і на обвалену раніше гірничу масу. Може застосовуватися для розробки потужних родовищ міцних руд. Стійкість руд бажана не нижче середньої, але можна відбивати і дуже тріщинуваті масиви.
Відбивають руду вертикальними чи горизонтальними шарами.
Основні схеми мінної відбійки: з мінними кишенями та забутовкою; без мінних кишень та забутовки.

## Інтернет-ресурси
- Минная отбойка руды [Архівовано 5 листопада 2021 у Wayback Machine.]